# جيمس ووكر باين
جيمس ووكر باين هو سياسي نيوزيلندي، ولد في 1841، وتوفي في 1899. انتخب عضو مجلس النواب النيوزيلندي ‏.